# Gentofte
Gentofte (en danés Gentofte Kommune) es un municipio ubicado en la Región Capital de Dinamarca (Region Hovedstaden) en la costa este de la isla de Selandia, sobre el estrecho de Øresund, en el este del país.
Gentofte tiene una superficie de 25,54 km², y tiene una población total de 74.548 (1 de abril de 2014). Desde 1993, su alcalde ha sido Hans Toft, un miembro del Partido Conservador Popular (Det Konservative Folkeparti).
El municipio es un área urbana densamente poblada, y es resultado de una fusión de tres ciudades que antes eran independientes, y varios otros asentamientos locales, todos cerca uno del otro. El sitio de su consejo municipal se encuentra en Charlottenlund. Los tres fueron las ciudades originales de Gentofte, Vangede y Ordrup. Otras áreas que se incluyen en el municipio de Gentofte son Tuborg, Skovshoved, Dyssegård, Hellerup, Jægersborg, y Klampenborg.
Los municipios vecinos son Lyngby-Taarbæk al norte, Gladsaxe al oeste, y Copenhague hacia el sur. Al este se encuentra el estrecho de Øresund, que separa Selandia de Suecia.
El municipio de Gentofte no se fusionó con otros municipios el 1 de enero de 2007 según la Reforma Municipal realizada en todo el país (Kommunalreformen).